# Нака (река, Хонсю)
На́ка (яп. 那珂川 накагава) — река в Японии в регионе Канто на острове Хонсю. Протекает по территории префектур Тотиги, Ибараки и Фукусима.
Исток реки находится под горой Насу (высотой 1917 м), на территории национального парка Никко. Нака течёт на юго-восток по равнине Насуногахара и впадает в Тихий океан.
Длина реки составляет 150 км, на территории её бассейна (3270 км²) проживает около 920 000 человек. Согласно японской классификации, Нака является рекой первого класса.
Уклон реки в среднем течении (ниже Карасуямы) составляет около 0,0015; осадки составляют 1382 мм в год. В верховьях река протекает через мезозойский гранит, риолит периода неогена, осадочные породы и вулканические скалы четвертичного периода.
В верховьях реки расположено несколько активных вулканов, крупнейшим известным извержением является извержение Насу в 1408—1410 годах, от возникших на реке лахаров (грязевых потоков) погибло 180 человек.
В ХХ и XXI веках крупнейшие наводнения происходили в 1938, 1947, 1986, 1992 и 1998 годах.
Побережье у устья реки площадью 22 км² считается экологически или биологически значимой морской зоной (生物多様性の観点から重要度の高い海域), там растут Phyllospadix japonicus (взморниковые) и Sargassum fulvellum.